# Caperucita Roja
Caperucita Roja (en francés, Le Petit Chaperon rouge; en alemán, Rotkäppchen) es un cuento de hadas de transmisión oral, difundido por gran parte de Europa, que luego se ha plasmado en diferentes escritos; en primer lugar, por Charles Perrault y más tarde por los hermanos Grimm.
El título del cuento proviene de la capa con capucha de color rojo que la joven protagonista lleva siempre puesta. Cuenta la historia de esta jovencita cuando se encuentra en el bosque con el Lobo Feroz y cómo cae en la trampa que le tiende poco después.
Los personajes Caperucita Roja y el Lobo Feroz aparecen en el tercer acto del ballet La Bella Durmiente de Chaikovski, en la coreografía creada por Marius Petipa para los Teatros Imperiales de San Petersburgo. Además, las adaptaciones del cuento han sido múltiples, desde el teatro al cine —existen versiones de terror y alguna gótica—, los cómics, los videojuegos, entre otros medios. Por otra parte, el cuento de Caperucita Roja, en la versión moralizante de Charles Perrault, ha sido distorsionado o reinterpretado muchas veces en libros, películas y dibujos animados.

## Argumento
Caperucita Roja es una niña que quería mucho a su abuela; un día su madre le da una cesta con comida para que se la lleve a la abuela, que está enferma y vive en una casa algo lejos de ellas. En el camino se encuentra con el Lobo Feroz que la reta a una carrera hasta la casa de la abuela. El Lobo conoce dos caminos, el largo y el corto; engaña a Caperucita Roja diciéndole que tome el corto y que él tomaría el largo; astutamente, le enseña los caminos al revés y Caperucita Roja, sin saberlo, va por el camino largo.

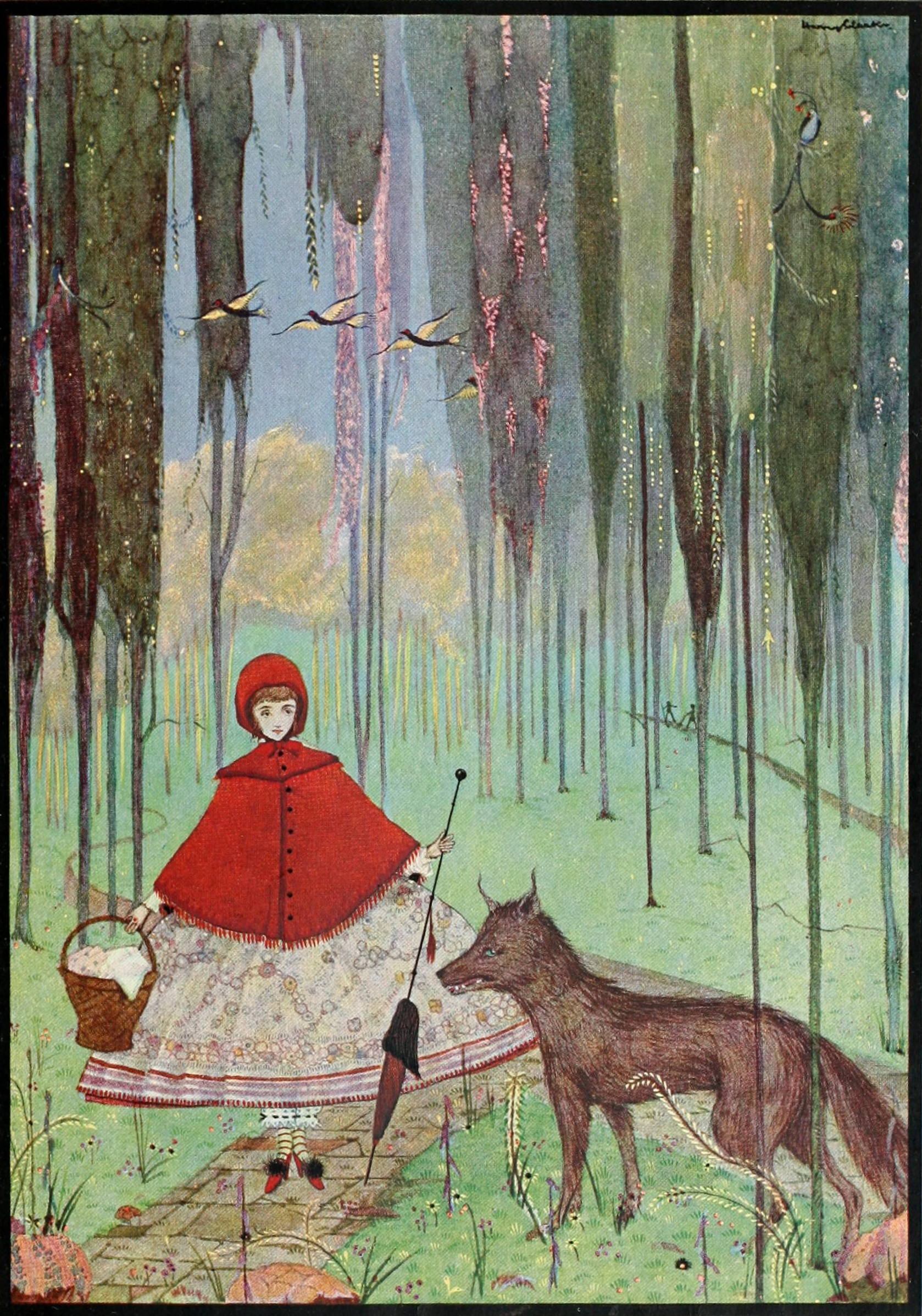
Ilustración de Harry Clarke para una edición británica de los Cuentos de Perrault en 1922.

Así, el Lobo llega antes a casa de la abuela, se hace pasar por Caperucita Roja y pregunta si puede pasar. La abuela le permite pasar, ya que la puerta está abierta; el Lobo Feroz entra y se traga a la abuela de un solo bocado. A continuación, se mete en la cama para esperar a Caperucita Roja. Una vez que Caperucita Roja llega a la casa, el Lobo —que se hace pasar por la abuela— la invita a estar en la cama con él y mantiene con la asombrada protagonista el conocidísimo diálogo:

Caperucita Roja - ¡Abuela, qué brazos más grandes tienes!

Lobo Feroz - Son para abrazarte mejor.

Caperucita Roja - ¡Abuela, qué piernas más grandes tienes!

Lobo Feroz - Son para correr mejor.

Caperucita Roja - ¡Abuela, qué orejas más grandes tienes!

Lobo Feroz - Son para oírte mejor.

Caperucita Roja - ¡Abuela, qué ojos más grandes tienes!

Lobo Feroz - Son para verte mejor.

Caperucita Roja - ¡Abuela, qué dientes más grandes tienes!.

Lobo Feroz - ¡Son para comerte mejor!
Diálogo entre Caperucita Roja y el Lobo Feroz (en la versión de Perrault).

El Lobo se lanza a Caperucita y se la come.

## Antecedentes
El cuento de Caperucita Roja proviene de la tradición popular francesa; se han observado numerosas versiones a lo largo del tiempo, que dependen del  país y su cultura. Sin embargo, no todos los relatos similares están relacionados directamente con este cuento.
La versión escrita más antigua en que aparece una niña con una caperucita roja se remonta a un poema, «De puella a lupellis servata» (La niña salvada por los lobos), recogido en latín alrededor de 1023, por el diácono Egberto de Lieja, que lo incluyó en el «libro de texto» de la época La nave fértil (Fecunda ratis). En esta primera versión los lobos no se comen a la niña protegida por la caperucita que le regaló su padrino el día del bautismo.
En el siglo XIV los campesinos franceses contaban la historia en una de las versiones más sangrientas: el lobo llega a casa de la abuela, la devora y ocupa su lugar; después llega la nieta, Caperucita Roja, que, sin sospechar nada, obedece al lobo cuando la invita a comer un poco de carne y beber un poco de vino, — la carne y la sangre de la abuela—; incluso pregunta por los dientes presentes en la carne, a lo que le lobo responde que son frijoles. Este relato, el Cuento de la abuela (Conte de la mère-grand), además incluye la elección del camino de los alfileres o las agujas. Al final, la joven consigue engañar al lobo y escapar.
Se puede ver a Caperucita Roja, el Lobo Feroz y la casa de la abuela en un bajorrelieve del Palacio Jacques-Cœur en Bourges (Francia),

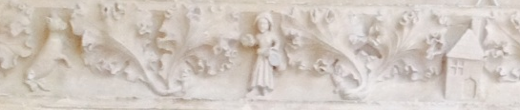
Bajorrelieve con el Lobo Feroz, Caperucita Roja y la casa de la abuela de Caperucita Roja en el Palacio Jacques-Cœur, (Bourges, Francia, siglo).

## Caperucita Roja de Charles Perrault

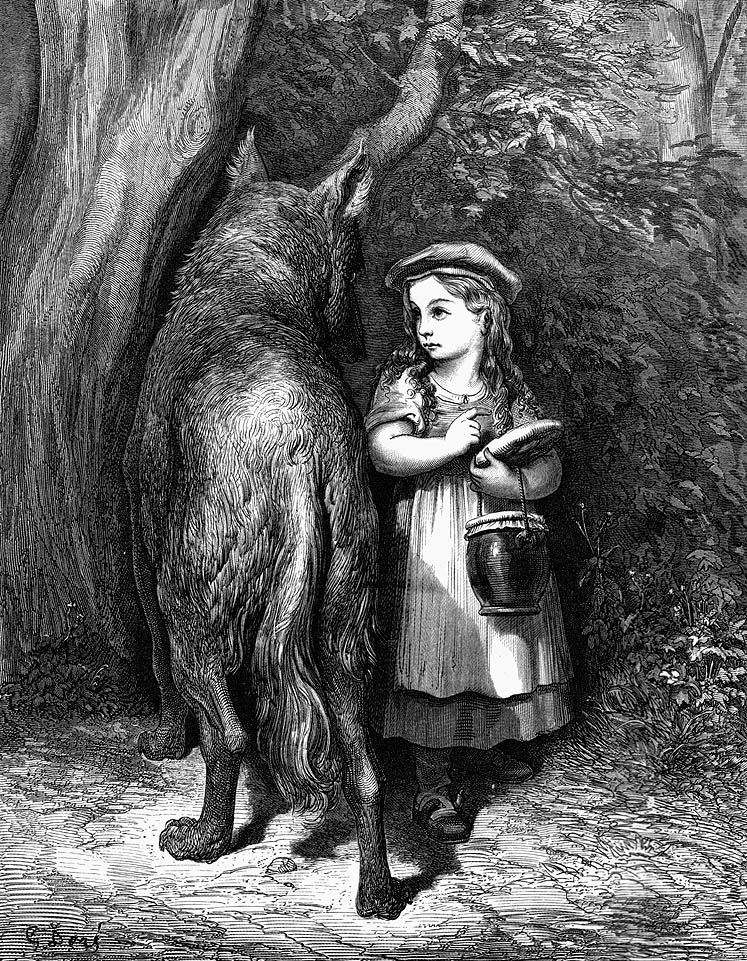
Caperucita Roja se encuentra con el Lobo Feroz en el bosque; grabado de Gustave Doré, 1862, inspirado en el cuento de Perrault porque lleva una torta y un tarro de manteca.

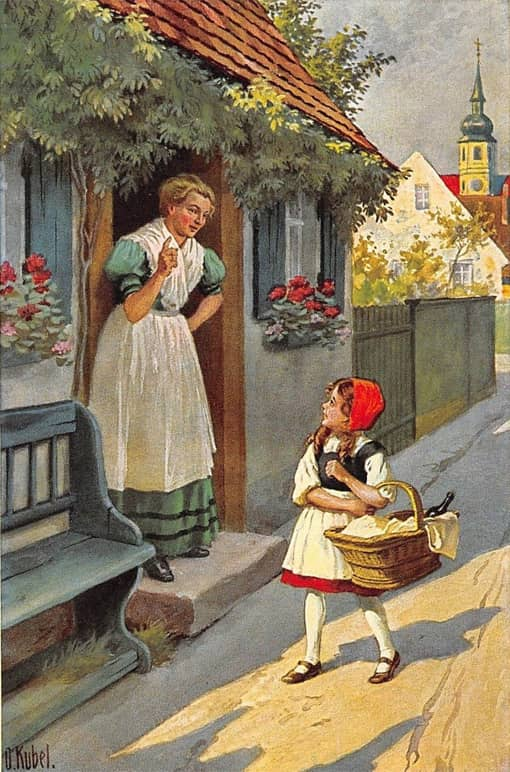
Caperucita Roja y su madre. Ilustración de Otto Kubel alrededor de 1930.

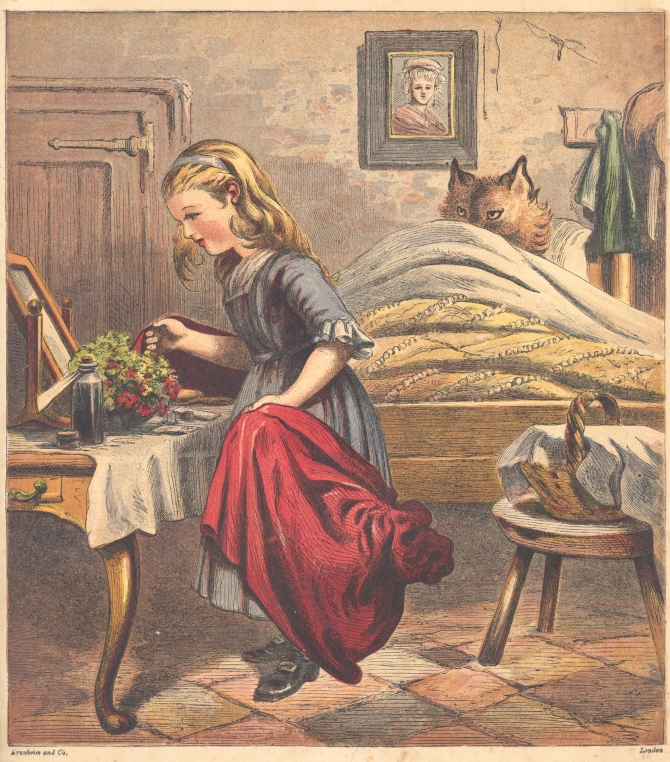
Ilustración inglesa de 1843, firmada por BJ Z, de la imprenta Kronheim & Co., para una edición neerlandesa de KH Schaad (Ámsterdam, 1868).

Perrault fue el primero que recogió esta historia, Le Petit Chaperon rouge («La Caperucita Roja»), y la incluyó en un volumen de cuentos para niños, Histoires et contes du temps passé, avec des moralités. Contes de ma mère l'Oye (Cuentos de antaño, 1697), donde destacaba sobre los otros relatos por ser, más que un cuento, una leyenda bastante cruel —destinada a prevenir a las niñas de encuentros con desconocidos— y cuyo ámbito territorial no iba más allá de la región del Loira, la mitad norte de los Alpes y el Tirol.
Se trata de la versión más despiadada y brutal, comparada con todas las posteriores. Aun así, el autor suprimió los elementos más perturbadores de las versiones orales anteriores, como el lance en que el lobo, ya disfrazado de abuela, invita a la niña a consumir carne y sangre, pertenecientes a la anciana a la que acaba de descuartizar, debido al público al que se dirigía el cuento: la corte de Luis XIV.
Caperucita Roja es el único cuento de Charles Perrault que no incluye algo mágico: ni hada madrina, ni varita mágica, ni ogro, ni botas de siete leguas. Charles Perrault quiso dar una lección moral a las jóvenes que entablan relaciones con desconocidos, añadiendo una moraleja explícita, inexistente hasta entonces en la historia. En su versión hay numerosas alusiones a la sexualidad: el lobo no se disfraza de abuela, sencillamente, se mete en la cama. Caperucita Roja se acuesta desnuda con el lobo y se mete en la cama con el lobo a petición suya. Entonces se asombra de cómo es su abuela. La figura del lobo tiene cierto aspecto de hombre pues Caperucita Roja menciona sus piernas, no patas; esto representa un peligro con cierto atractivo sexual. Caperucita Roja acaba devorada por el lobo al igual que su abuela y el cuento original de Caperucita Roja de Charles Perrault no tiene un final feliz.
Al igual que en el resto de sus cuentos, incluye una moraleja al final que advierte a las jovencitas sobre «ciertas gentes» o el primero que se les acerque.

## Caperucita Roja de los hermanos Grimm

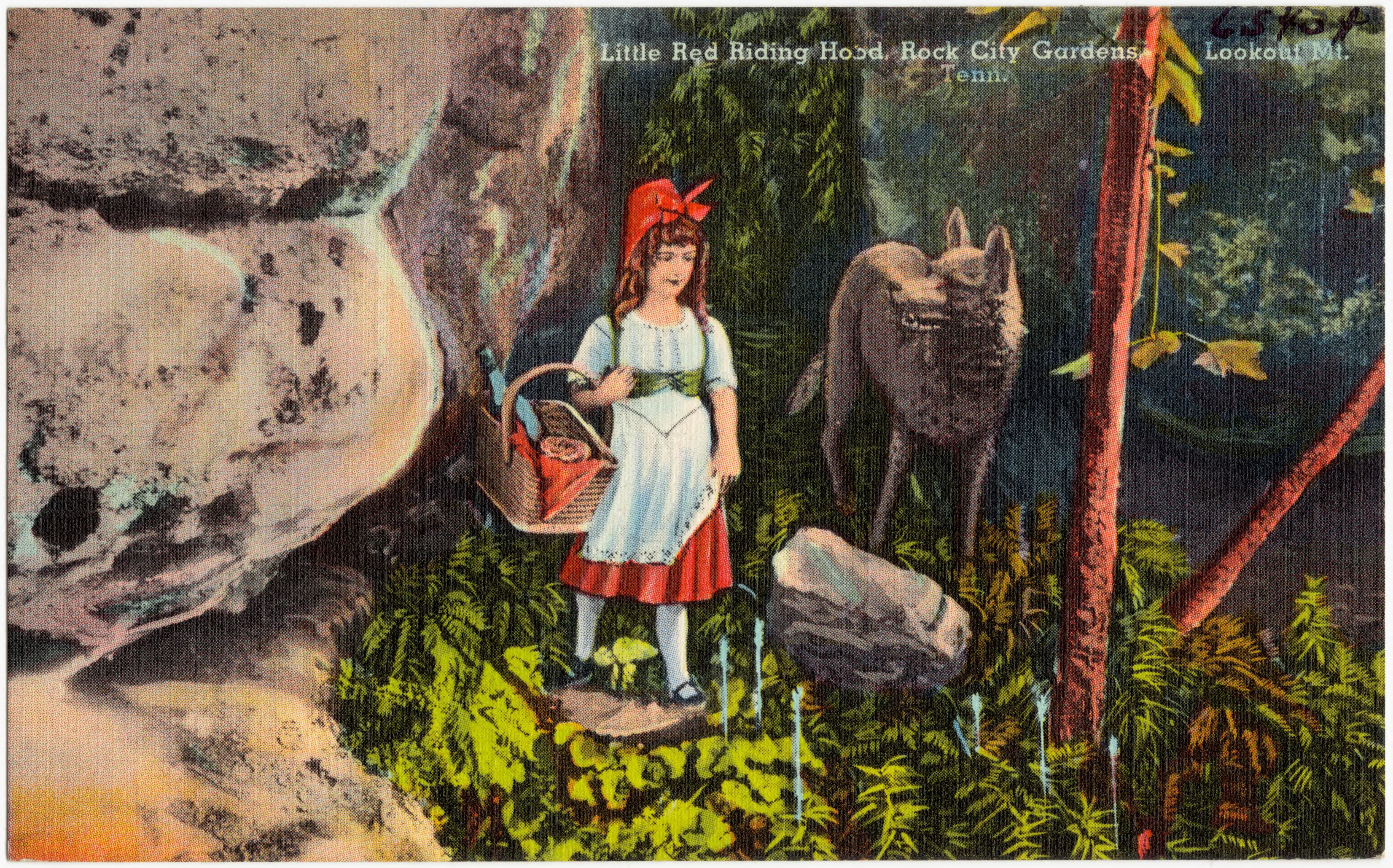
Caperucita Roja se encuentra con el Lobo, tarjeta postal estadounidense, de primera mitad del siglo ; está inspirada en la versión de los hermanos Grimm porque lleva una botella en la cesta.

En Cuentos de la infancia y del hogar (Kinder- und Hausmärchen, 1812), la colección de cuentos recopilada por los hermanos Grimm, Caperucita Roja (Rotkäppchen) aparece con el N.º 26. (Grimm, KHM 026). Escribieron dos versiones distintas, que fueron modificando en ediciones posteriores hasta fijar la Caperucita más conocida, de 1857, que, todavía hoy en día, es la más leída en todo el mundo.
Los hermanos Grimm no se limitaron a transcribir palabra por palabra la tradición oral. Partieron de varias fuentes: la primera, el cuento de Perrault de 1697; sin embargo, modificaron el final del cuento: un cazador que estaba buscando al lobo rescata a la niña llamada Caperucita Roja y también a su abuela del lobo feroz. Este final coincide con el de El lobo y las siete cabritillas, que parece ser otra fuente. Y la tercera, una obra de teatro en verso escrita en 1800 por Ludwig Tieck, Leben und Tod des kleinen Rotkäppchens: eine Tragödie (Vida y muerte de Caperucita Roja. Una tragedia) [cita requerida], en la que se introduce la figura del leñador, que salva a la niña y a su abuela.
Esta versión es más inocente, Caperucita Roja es una niña pequeña, no una jovencita, y aparecen menos elementos eróticos que en la de Charles Perrault. Además tiene un final feliz, tal y como solían tener los cuentos de la época. Incluso existe un final alternativo, en el que un momento antes de que el lobo se coma a Caperucita Roja, ella grita y un leñador que estaba cerca rescata a la niña, mata al lobo, le abre la panza y saca a la abuela, milagrosamente viva. Otras diferencias que pueden llamar la atención son:
1. El contenido de la cesta. En el cuento de Perrault, Caperucita Roja lleva una torta y un tarrito de mantequilla; ahora lleva además de la torta una botella de vino, que se puede romper y con la que debe tener cuidado.
2. La casa de la abuela. En el cuento de Perrault, se encuentra en una aldea (lugar seguro) cercana, al otro lado del bosque; aquí está en medio del bosque (lugar de riesgo). Este hecho condiciona también la apertura de la puerta, mientras que una se abre fácilmente tirando de la aldabilla, en la otra existe una cerradura, que el lobo abre y Caperucita se extraña de encontrar abierta.
3. El diálogo entre Caperucita Roja y el Lobo. En el cuento de Perrault, el lobo tiene brazos, piernas, orejas, ojos y dientes; pero en el cuento de los hermanos Grimm, tiene orejas, ojos, brazos y boca.[1]

Escribieron una segunda parte del cuento en que Caperucita Roja y su abuela atrapan y matan a otro lobo, esta vez anticipando sus movimientos gracias a su experiencia con el anterior. La niña no salió del camino para recoger flores después de encontrarse con el Lobo, su abuela cerró bien la puerta para mantenerlo fuera, y cuando el lobo acechaba, la abuela hizo que Caperucita Roja pusiera una caldera debajo de la chimenea y la llenara con agua hirviendo donde había cocinado unas salchichas; así, el olor atrajo al lobo, que bajó por la chimenea y se ahogó. 
En cualquiera de las variantes de los hermanos Grimm, el cuento es notablemente más suave que los relatos más antiguos, tanto de Charles Perrault como de la tradición oral, con temas más oscuros.
En versiones mucho más inocentes, el lobo solamente encierra a la abuelita en el armario antes de la llegada de Caperucita, quien luego  es salvada por el leñador, o incluso, se limita a comerse los dulces de la anciana.

## Análisis

### Título
Las primeras traducciones del francés utilizaron «Caperucilla», «Caperuchita» y «Caperucita», que es la más utilizada desde 1863. En 1862, Josep Coll i Vehí tradujo el cuento y lo tituló Amapola, pero este título no tuvo seguidores. En cuanto al color, las primeras traducciones se decantaron por «encarnada», pero desde la traducción de Teodoro Baró en 1883 —para los editores «Librería de Juan y Antonio Bastinos»— y la publicación del cuento por Editorial Calleja en 1920, ha quedado fijado el título de Caperucita Roja.

### Clasificación Aarne-Thompson-Uther
Las versiones del cuento corresponden al tipo 333 de la clasificación de Aarne-Thompson: Caperucita Roja.
El tema principal de este cuento define el tipo 333. Otros cuentos populares de este mismo tipo son La falsa abuela (La finta nonna, tradicional italiano, recogido por Italo Calvino en Cuentos italianos, 1956) y El cuento de la oca Jemima Puddle-Duck (The Tale of Jemima Puddle-Duck, de Beatrix Potter, 1908). Sin embargo, existen otros títulos de diversas procedencias.

### Algunas versiones
- La finta nonna ("La falsa abuela").[26][27]
- Le Petit Chaperon Rouge ("La Caperucita Roja"),[28][29] dentro de Histoires et contes du temps passé, avec des moralités. Contes de ma mère l'Oye ('Historias y cuentos del pasado con moralejas. Cuentos de mi madre la Oca'),[30] de 1697, por Charles Perrault.
- Rotkäppchen, dentro de Kinder- und Hausmärchen ('Cuentos de la infancia y el hogar'), de 1812, por los hermanos Grimm.
- El Lobo Feroz (1934), secuela del cortometraje Los tres cerditos. Es un cortometraje ambientado en la historia de Caperucita Roja.[31]
- La versión erótica de Tex Avery de 1943.
- "Caperucita Verde", capítulo de la telenovela argentina Casi Ángeles.
- En compañía de lobos, del director Neil Jordan, es una versión cinematográfica del cuento en el que Sarah Paterson hacía el papel de Caperucita y Angela Lansbury el de la abuela del cuento.
- Tokyo Akazukin es un manga japonés creado por Benkyo Tamaoki, el cual describe la historia de una niña llamada Akazukin (que literalmente significa Caperucita Roja) que tiene sólo un deseo en la vida: ser devorada por una criatura llamada Sr. Lobo.

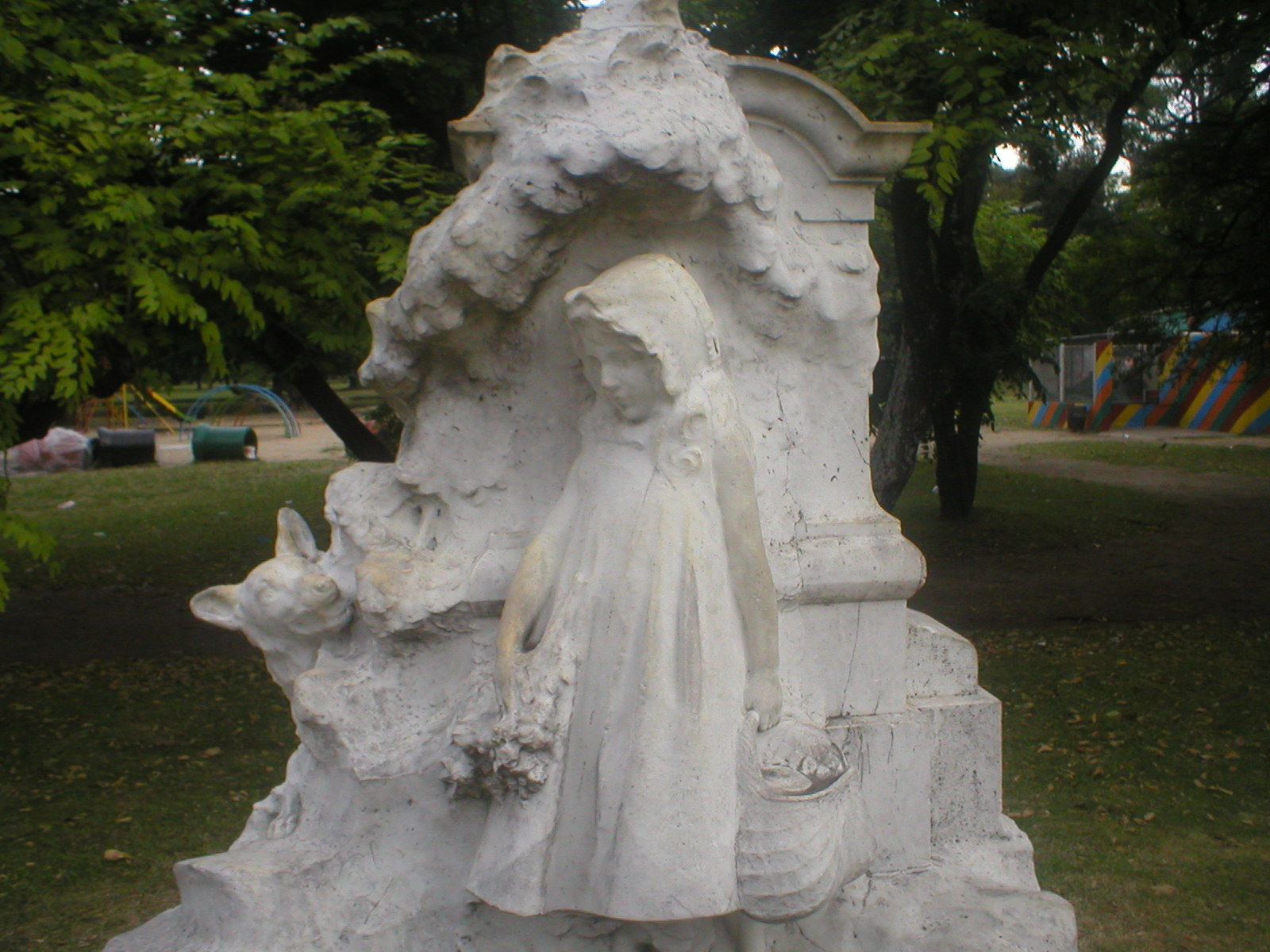
Caperucita Roja, escultura de Jean Carlus, en Buenos Aires.

- Ōkami-san to Shichinin no Nakama-tachi, adaptación al anime del manga y novela ligera de Masashi Okita, realizado por el estudio J. C. Staff. La serie se caracteriza por contener numerosas parodias de los cuentos de hadas, la principal del cuento de la Caperucita Roja, pero teniendo como protagonista en este caso al lobo.
- El film de animación Hoodwinked! (llamado en España La increíble pero cierta historia de Caperucita Roja y en Latinoamérica La verdadera historia de Caperucita Roja).
- Red Riding Hood, de la directora Catherine Hardwicke, es una versión cinematográfica que se estrenó en 2011, basada en el cuento de los hermanos Grimm.
- En Nuevos Cuentos de Lobos y Caperucitas,[32] de Douglas Simonet, se utilizan los personajes de Caperucita Roja y el Lobo Feroz como base para la elaboración de un universo más complejo, a través de cuentos de humor, ciencia ficción y fantasía.
- El escritor nicaragüense José Adiak Montoya realizó una adaptación del cuento a la urbe latinoamericana con la novela Un rojo aullido en el bosque.

- La serie de animación RWBY creada por Monty Oum tiene como protagonistas un grupo de cuatro chicas que aluden a cuentos de hadas, la líder del grupo llamada Ruby Rose hace alusión a Caperucita Roja.

- Existen múltiples adaptaciones de la historia en Wattpad, siendo La Chica Roja y El Lobo una de las más populares y con buenas críticas.

También se han realizado películas de terror, obras teatrales y adaptaciones a los tiempos actuales, sustituyendo a los protagonistas y lugares por elementos de Internet o cambiando los personajes por personas reales.
En la serie de videojuegos Darkstalkers, de la compañía Capcom, hay un personaje parecido a Caperucita Roja llamado Baby Bonnie Hood; en la versión japonesa del juego recibió el nombre de Bulleta. El personaje es una pequeña asesina despiadada que aparenta inocencia y porta el disfraz de Caperucita. En algunas de sus técnicas llora por su abuela, mientras que muchas otras incluyen bombas, armas de fuego y la invocación de un leñador con un rifle junto a un soldado de la Segunda Guerra Mundial.
El dibujante y empresario de juguetes Todd McFarlane creó la línea de juguetes McFarlane Toys; Twisted Fairy Tales, versión gore de los cuentos clásicos, incluye una muñeca de Caperucita Roja con aspecto gótico sosteniendo a un lobo descuartizado.
En la película Hard Candy, el personaje interpretado por Ellen Page aparece al final de la película vestida con una caperucita roja, en alusión a su personaje, que parecía ser una niña indefensa.

## Todo un icono popular

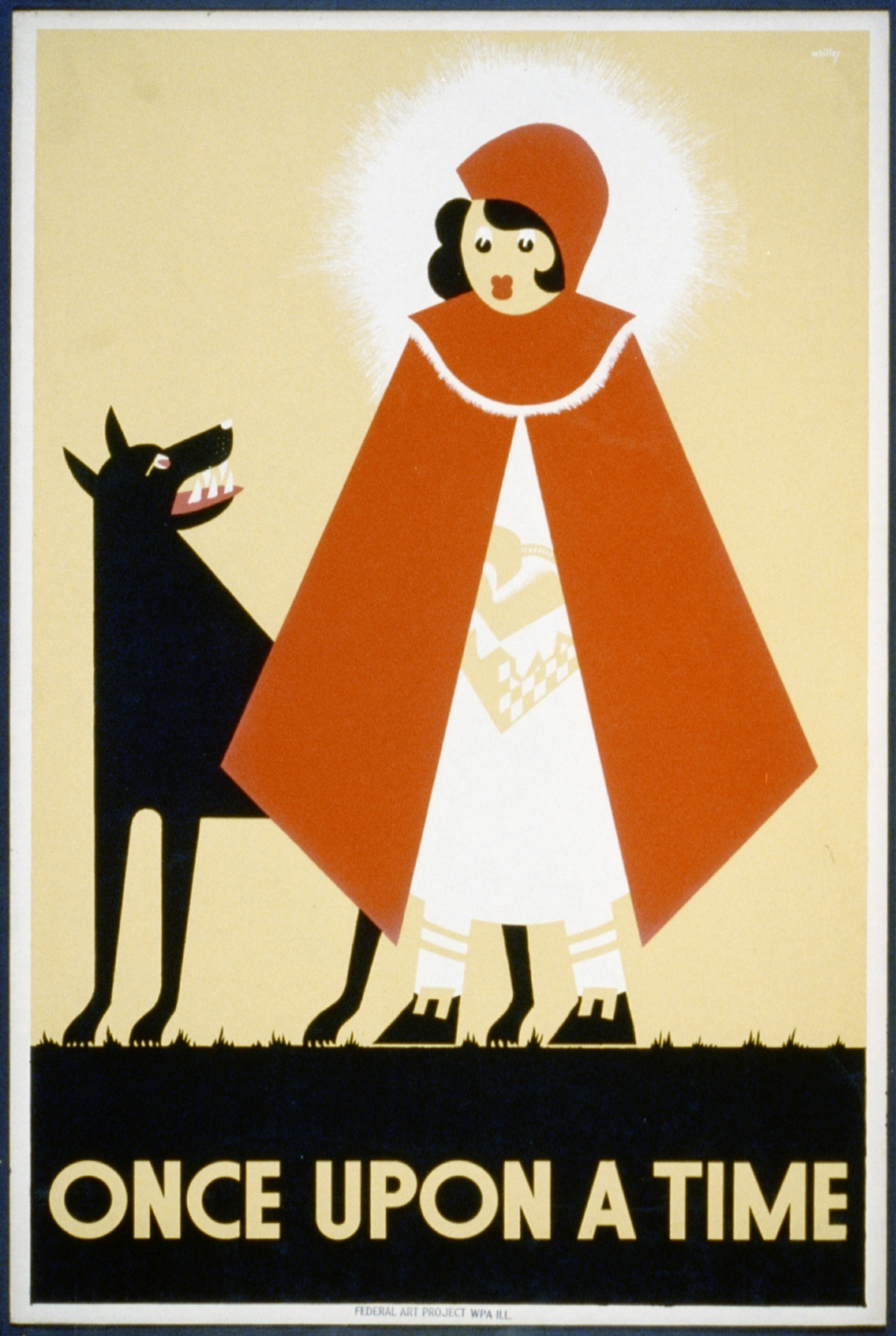
«Érase una vez...». Póster hispanoamericano de 1939.

Aunque Walt Disney nunca lo llevó al cine junto a los otros cuentos clásicos, Caperucita Roja es todo un icono de la cultura popular y, en muchas ocasiones, ha provocado en la sociedad urbana la creencia de que los lobos son peligrosos para los seres humanos. Al contrario que otras obras y mitos como el de Rómulo y Remo o El libro de la selva, donde son las lobas las que cuidan de los niños, los protegen y les dan calor hasta que pueden valerse por sí mismos, este cuento presenta a un lobo inteligente y cruel, o al menos eso parece intentar. Muchos autores y artistas no se han podido resistir a realizar ciertas interpretaciones de situaciones que resultan extrañas si no se tiene en cuenta el origen de la narración. El cuento escrito por los dos hermanos alemanes parte de una tradición oral adulta donde no había ningún lobo y sí seres humanos. Perdiendo este dato de vista surgen preguntas difíciles de responder si el protagonista es un animal:
- ¿Qué tipo de mujer era su madre que, conociendo los peligros que acechan en el bosque, mandara sola a su hija?

- ¿Cómo el lobo, siendo el dueño y señor del bosque, no ataca a la niña en sus dominios sino que la espera metido en la cama?

- ¿Cómo se explica que la muchacha no sea capaz de reconocer las diferencias, que sí nota, entre su abuela y una bestia disfrazada?

- Quizá la más sarcástica es la que hace hincapié en las continuas preguntas de la niña al lobo sobre el tamaño de su cuerpo o, al menos, el gran tamaño de algunas partes de su cuerpo. Esto no se debe a un miembro determinado, sino a la diferencia de envergadura entre una anciana y un adulto joven.

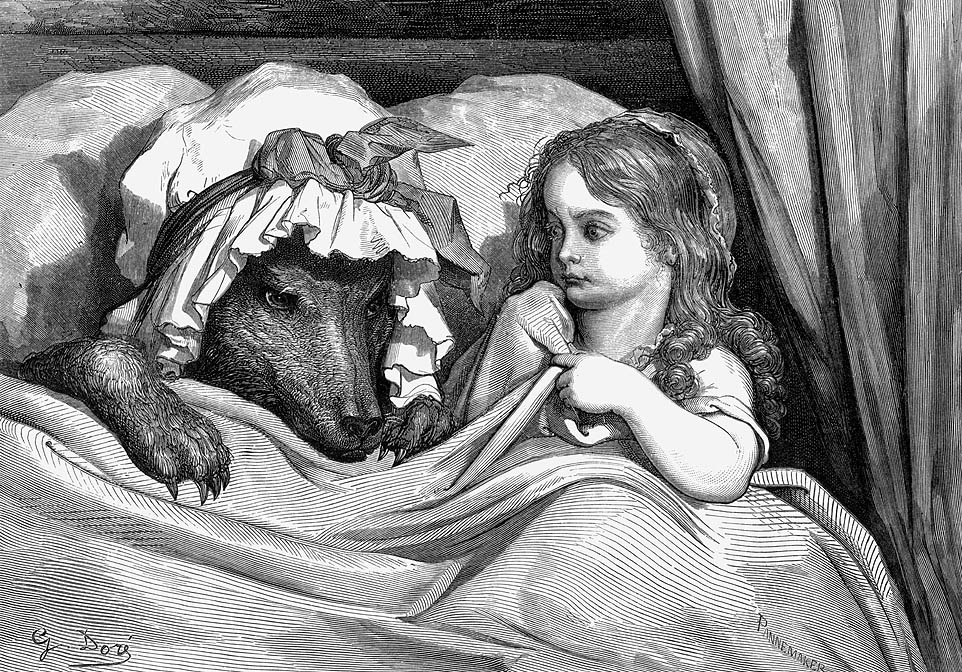
Ilustración de Gustave Doré empleada como portada del disco de la Orquesta Mondragón.

Una de estas interpretaciones la ilustró la Orquesta Mondragón en la portada de su álbum Caperucita feroz, donde mostraba al lobo asustado de una Caperucita ya dentro de la cama y con mirada insinuante.

## Género y erotismo
Un análisis de esta historia también puede incluir connotaciones negativas en términos de violación o secuestro. En Contra nuestra voluntad, la escritora Susan Brownmiller describe el cuento de hadas como una descripción de la violación. Sin embargo, muchos relatos revisionistas optan por centrarse en el empoderamiento y representan a Caperucita Roja o a la abuela defendiéndose con éxito del lobo. Hay que aclarar, además, que las versiones orales más antiguas de este cuento que se conocen presentaban una protagonista valiente que se salvaba sola del lobo (33 b, véase García Carcedo, 2022). Fueron los hermanos Grimm en el siglo XIX los que tuvieron que inventar un hombre que salvara a la pobre niña; cuando no era en absoluto necesario, porque en las versiones francesas tradicionales ella inventaba un truco para escaparse sola: 
"...-¡Ay!, abuela, ¡qué dientes más grandes tienes!
-Son para comer mejor hija mía, son para comer mejor.
A Jeannette le entró miedo y dijo: ¡Ay!, abuela, ¿sabes lo que tengo mucha necesidad de hacer?
-Hazlo en la cama, mi niña, hazlo en la cama.
-Eso es muy sucio, abuela, si tenéis miedo de que me vaya, atadme con una hebra de lana a la pierna, cuando os aburráis de que yo esté fuera, tiráis del hilo y veréis que sigo allí, eso os tranquilizará.
-Tienes razón, hija mía, tienes razón.
-Y el monstruo ató una hebra de lana a la pierna de Jeannette, y sujetó el otro extremo en su mano. En cuanto la joven estuvo fuera, rompió la hebra de lana y se escapó. Un momento después la falsa abuela preguntó: -¿Ya lo has hecho, Jeannette, ya lo has hecho?- Y las mismas voces de los angelitos respondieron desde lo alto de la chimenea: -¡Todavía no, abuela, todavía no!- Pero, cuando ya pasó mucho tiempo, dijeron: -Ya he terminado-. El monstruo tiró del hilo de lana, pero ya no había nada al final." (Versión de la BnF. Biblioteca Nacional Francesa, Traducida por García Carcedo, 2022, pp. 615-617. Recuperada en francés en http://expositions.bnf.fr/contes/gros/chaperon/indantho.htm).
Tales relatos guardan cierta similitud con los cuentos del "novio animal", como La bella y la bestia o El príncipe rana, donde las heroínas convierten al héroe en un príncipe; en este caso Caperucita Roja descubre que también tiene una naturaleza salvaje. Estas interpretaciones se niegan a caracterizar a Caperucita Roja como una víctima; estos son cuentos de empoderamiento femenino.
El rol de género varía según el nivel profesional y el género del artista que ilustra a estos personajes. Las artistas femeninas tienden a reflejar un rol masculino agresivo estereotipado en el lobo, mientras que los artistas masculinos aficionados tienden a erotizar a los personajes e incluso se han realizado obras pornográficas. En general, los artistas profesionales no implican una intención sexual entre los personajes y producen ilustraciones para toda la familia.

## Adaptaciones

### Películas y series de TV
- Dizzy Red Riding Hood, adaptación de 1931 en forma de cortometraje animado, dirigido por Dave Fleischer.
- El Lobo Feroz (The Big Bad Wolf, 1934) es una secuela del cortometraje de Disney Los tres cerditos. Se trata de un cortometraje de animación dentro de la serie Silly Symphonies, inspirado en el cuento de Caperucita Roja.[38]
- Red Hot Riding Hood es un cortometraje animado dirigido por Tex Avery en 1943. Es una de las reinterpretaciones de Caperucita Roja más conocidas; el Lobo Feroz es un depredador sexual, la Abuelita es la feliz residente del último piso de un rascacielos y Caperucita Roja trabaja en un club nocturno de Hollywood. En 1949, el mismo Tex Avery dirigió la secuela Little Rural Riding Hood, integrando elementos de la fábula de Esopo El ratón de campo y el ratón de ciudad.[i]
- Red Riding Rabbit es un cortometraje estrenado en 1944 y que trata sobre una Caperucita Roja adolescente que lleva en la cesta a Bugs Bunny para que su abuela se lo coma al horno. El Lobo Feroz los sigue y se hace pasar por su abuela, entonces persigue a Bugs y le saca de situación al villano y la protagonista, ya que ambos quieren derrotar al conejo.
- «Caperucita Verde», episodio de la telenovela argentina Casi ángeles.
- The Company of Wolves (En compañía de lobos, 1984) es una película gótica de terror y fantasía dirigida por Neil Jordan y basada en un relato de Angela Carter donde el Lobo Feroz es un hombre lobo; cuenta con las actuaciones de Sarah Patterson como la Caperucita y Angela Lansbury como la Abuelita.
- Ōkami-san to Shichinin no Nakama-tachi es una adaptación al anime del manga y novela ligera de Masashi Okita, realizado por el estudio J.C.Staff. La serie se caracteriza por contener numerosas parodias de los cuentos de hadas, incluyendo la versión principal del cuento de Caperucita Roja, pero teniendo como protagonista al Lobo Feroz.
- La película Freeway de 1996 es un drama moderno sobre un asesino en serie, basado muy libremente en Caperucita Roja; con la Caperucita (Reese Witherspoon) convertida en una adolescente problemática y el Lobo Feroz (Kiefer Sutherland) siendo un asesino en serie llamado Bob Wolverton.
- En la película mexicana de Películas Rodríguez, el Lobo Feroz es una amenaza general para todos los aldeanos del pueblo de Caperucita Roja, puesto que en torno a él giran rumores de que él es el responsable de la desaparición de su ganado. En esta versión, los aldeanos cuentan con un hada protectora a la que le llaman El Hada de la niebla que los cuida de los peligros. En esta ocasión, el Lobo no solo engaña a Caperucita y a su abuela sino a todo el pueblo. Cuando el malvado lobo llega a donde la abuela, la encierra en el armario y cuando llega Caperucita Roja e intenta comérsela, una enardecida turba las rescata a ambas condenando al Lobo a la hoguera. Por intercesión de Caperucita, todos lo perdonan, el Lobo se enmienda de sus actos y lo nombran Guardián del Pueblo.
- El Lobo Feroz aparece en la franquicia deShrek disfrazado con un camisón rosa y un gorro de dormir.[39] Caperucita Roja aparece en Shrek 2 (2004), donde se asusta de Shrek y Fiona y sale corriendo.
- En la película Hard Candy (2005), la joven interpretada por Elliot Page aparece al final de la película vestida con una caperuza roja, en alusión a su personaje que parecía ser una adolescente indefensa.
- La película de animación por computadora Hoodwinked![j] (2005) es una comedia musical con cierto suspenso ya que enfoca la historia como una investigación policial.
- En Hoodwinked Too! Hood vs. Evil (2011), secuela de la anterior, Caperucita Roja debe investigar la desaparición de Hansel y Gretel.
- Red Riding Hood es una película de 2011, dirigida por Catherine Hardwicke y protagonizada por Amanda Seyfried; se trata de una versión romántica y, al mismo tiempo, de terror bastante alejada del cuento de Caperucita Roja.
- Caperucita Roja es uno de los personajes principales de la película musical Into the Woods (2014), donde es interpretada por Lilla Crawford.
- En la serie de televisión Érase una vez, Ruby Lucas (la Caperucita Roja) (interpretada por Meghan Ory) es en realidad una mujer lobo (el Lobo Feroz), que sólo recupera su forma humana original al cubrirse con una capa roja mágica.
- En la serie animada de Ever After High, Caperucita Roja y el Lobo Feroz tienen dos hijas llamadas Cerise Hood y Ramona Badwolf, las cuales tienen habilidades licantropicas.
- Princesas y Brujas, adaptaciones modernas peruanas de varios cuentos de hadas incluyendo una reinterpretación de Caperucita Roja (interpretada por Alessa Wichtel) y el Lobo Feroz (interpretado por Sergio Galliani).

También se han realizado películas de terror, obras teatrales
 y adaptaciones a los tiempos actuales sustituyendo a los protagonistas y lugares por elementos de Internet o cambiando los personajes por personas reales.

### Literatura
- Caperucita en Manhattan es una novela escrita por Carmen Martín Gaite en 1990, en la que una moderna «caperucita» de 10 años, que vive en Brooklyn, va a visitar a su abuela en Manhattan (el bosque donde se encuentra con el Lobo y más).
- Tokyo Akazukin es un manga japonés creado por Benkyo Tamaoki, entre 2003 y 2004, el cual describe la historia de una niña llamada Akazukin (que literalmente significa Caperucita Roja) con sólo un deseo en la vida: ser devorada por una criatura llamada Sr. Lobo (similar al cuento de Perrault).
- Ōkami-san to Shichinin no Nakama-tachi (La loba y sus siete camaradas) es una serie de novelas ligeras escritas por Masashi Okita e ilustradas por Unaji, entre 2006 y 2017. En 2010, tuvo una adaptación al manga realizada por Kurumi Suzushiro.
- En Nuevos cuentos de Lobos y Caperucitas,[40] del uruguayo Douglas Simonet, se utilizan los personajes de Caperucita Roja y el Lobo Feroz como base para la elaboración de un universo más complejo, a través de cuentos de humor, ciencia ficción y fantasía.
- El escritor nicaragüense José Adiak Montoya realizó una adaptación del cuento a la urbe latinoamericana con la novela Un rojo aullido en el bosque.
- En 2011, el escritor venezolano Juan Carlos Chirinos publicó la novela Nochebosque, una adaptación contemporánea y gótica del relato, sobre la relación con la licantropía y lo fantástico.

### Estatuas y monumentos

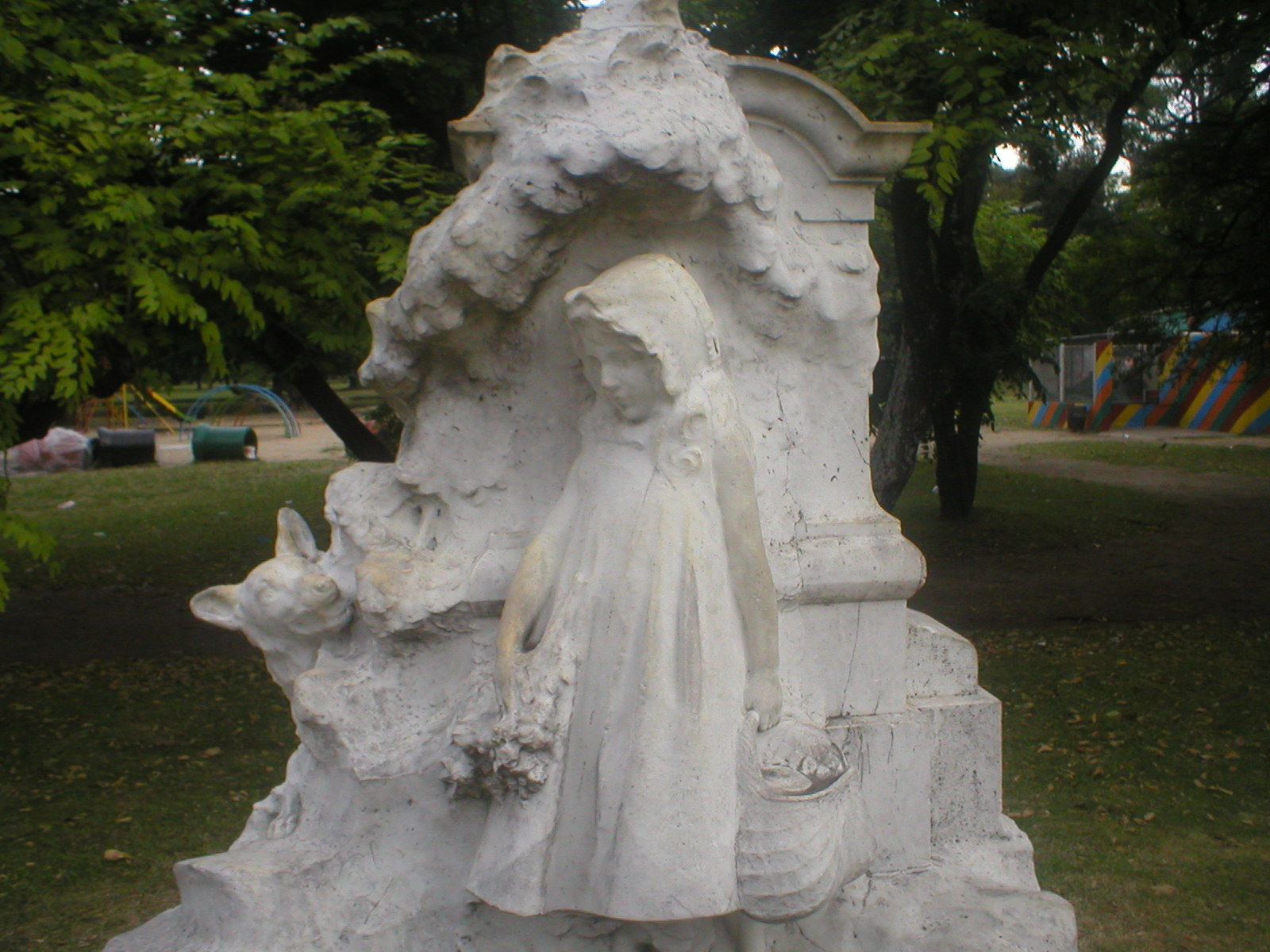
Caperucita Roja, escultura de Jean Carlus, en Buenos Aires.

El personaje de Caperucita Roja y el lobo cuentan con estatuas, entre otras, en las ciudades de Barcelona, Berlín, Buenos Aires, Castelldefels, Fráncfort del Meno, Hermosillo, Maisons-Alfort y Múnich. En Buenos Aires, además, existe una calle del barrio de Boedo (entre Picheuta y del Barco Centenera) llamada Caperucita.

### Otros
En la serie de videojuegos Darkstalkers, de la compañía Capcom, hay un personaje parecido a Caperucita Roja llamado Baby Bonnie Hood; en la versión japonesa del juego este personaje recibió el nombre de Bulleta. El personaje es una pequeña asesina despiadada que aparenta inocencia y porta el disfraz de Caperucita. En algunas de sus técnicas llora por su abuela, mientras que muchas otras incluyen bombas, armas de fuego y la invocación de un leñador con un rifle junto a un soldado de la Segunda Guerra Mundial.
El dibujante y empresario de juguetes Todd McFarlane creó la línea de juguetes McFarlane Toys, siendo uno de ellos Twisted Fairy Tales, una versión gore de los cuentos clásicos, que incluye una muñeca de Caperucita Roja con aspecto gótico sosteniendo a un lobo descuartizado.
Otra de estas interpretaciones ilustra la portada del álbum Bon Voyage, de 1980, de la Orquesta Mondragón, que muestra al lobo asustado de una Caperucita ya dentro de la cama y con mirada insinuante. Además, Caperucita feroz es el título de la canción N.º 10 del álbum, la cual se encuentra en la cara B.

## Galería

### Cuento de Perrault

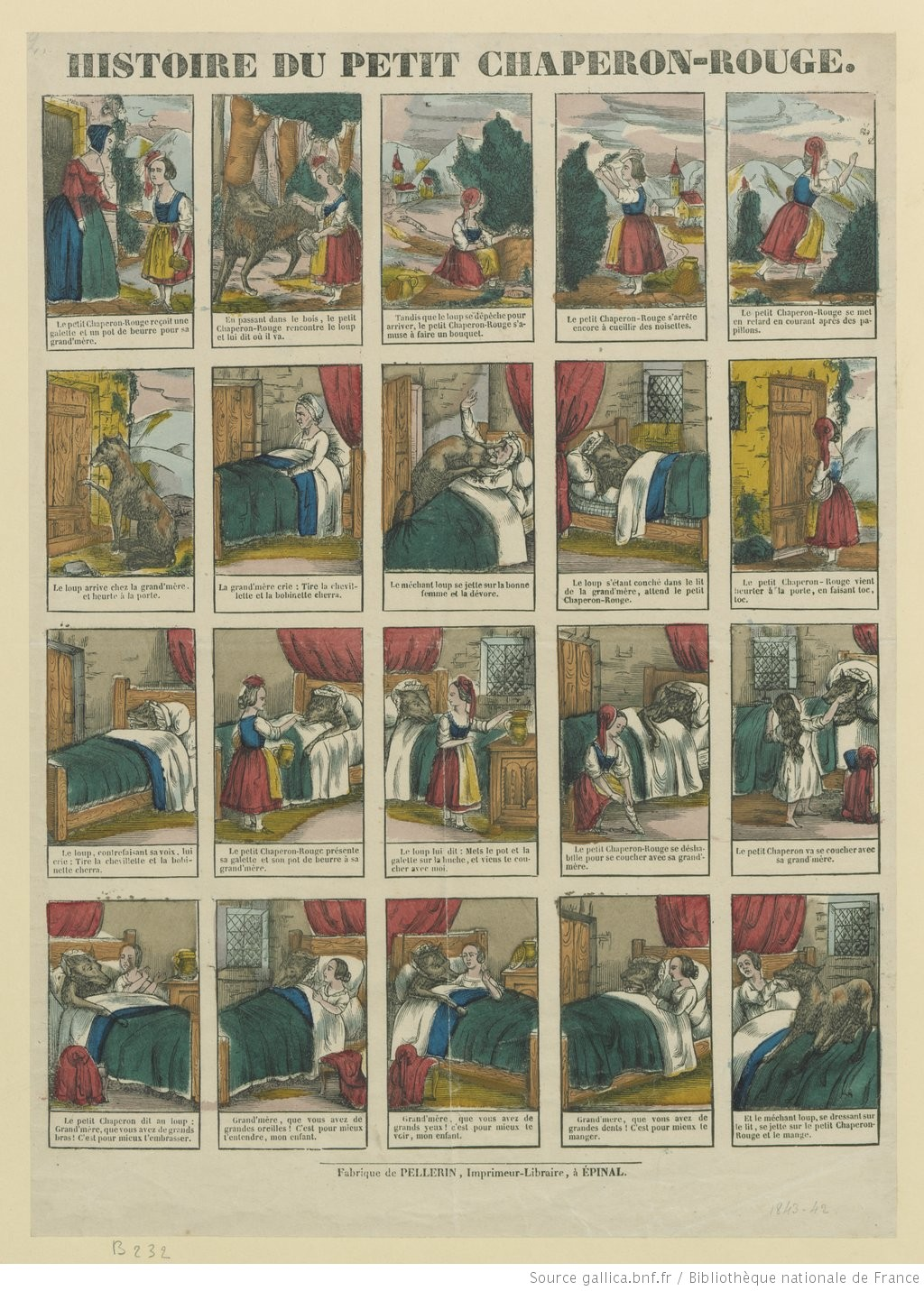
Imágenes de Épinal con el cuento de Caperucita en veinte viñetas, en una edición francesa de Pellerin en 1843.
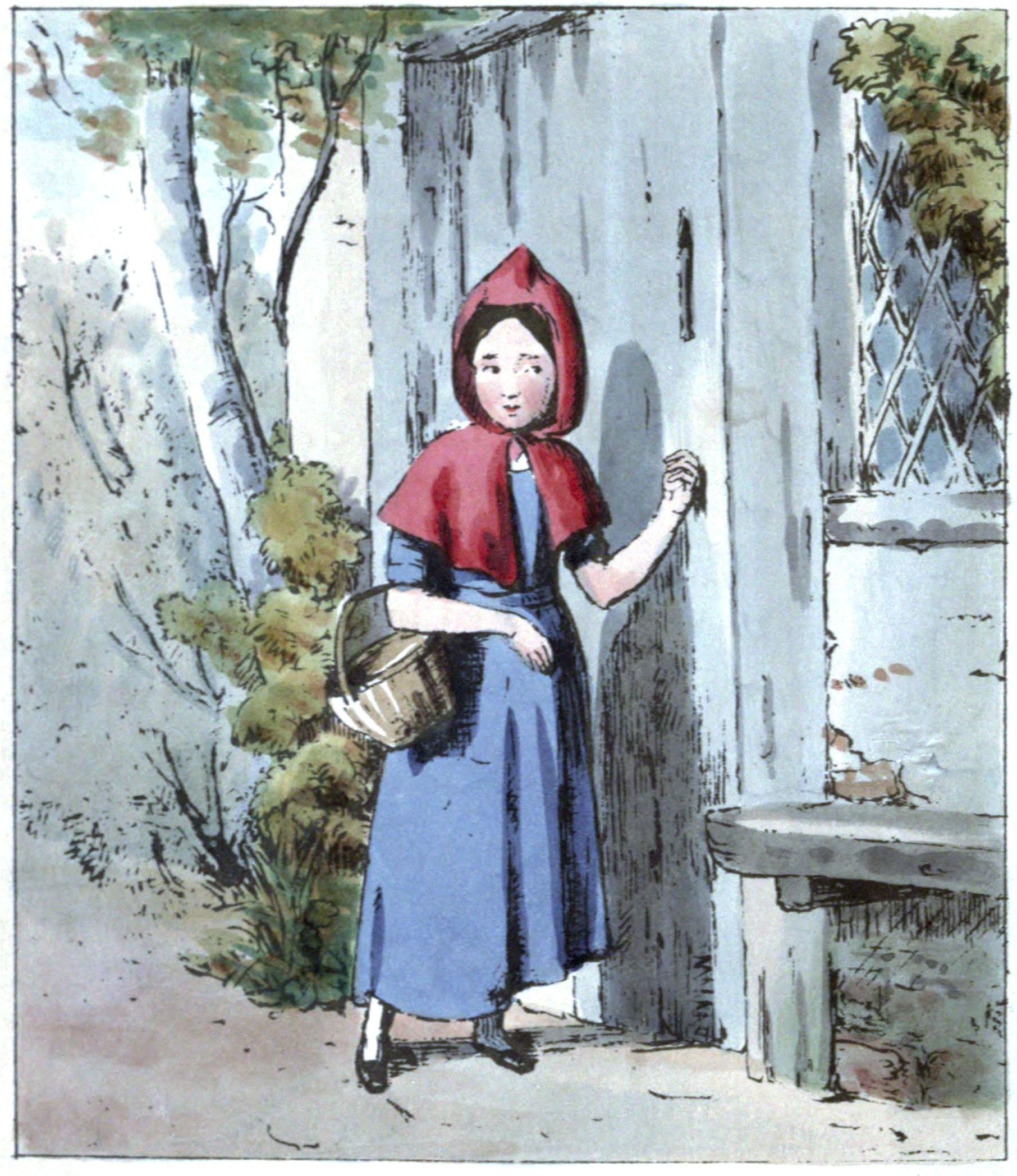
Ilustración de Felix Summerly[k] para una edición británica de 1843.

### Cuento de los hermanos Grimm

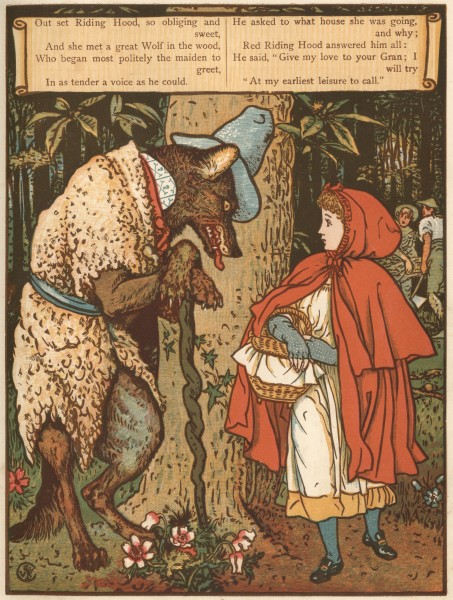
El Lobo Feroz se hace el encontradizo con Caperucita, ilustración de Walter Crane publicada en 1875.
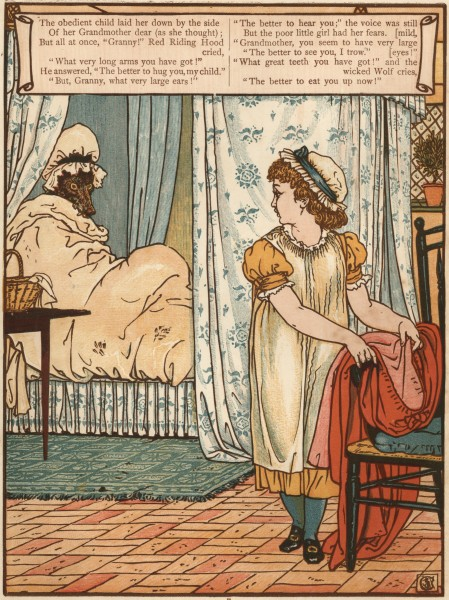
«Para verte mejor», ilustración de Walter Crane publicada en 1875.
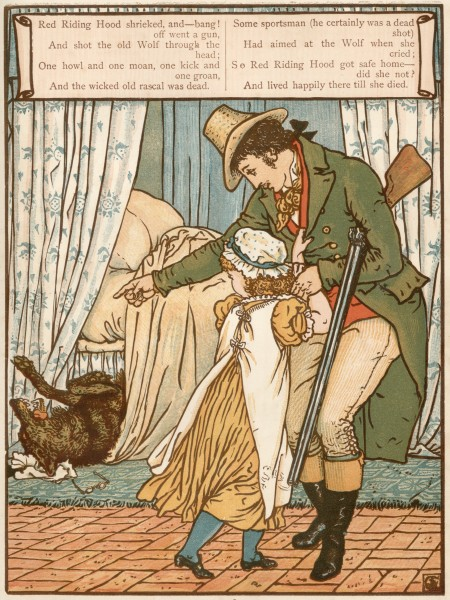
Un cazador acaba con el Lobo feroz, ilustración de Walter Crane publicada en 1875.
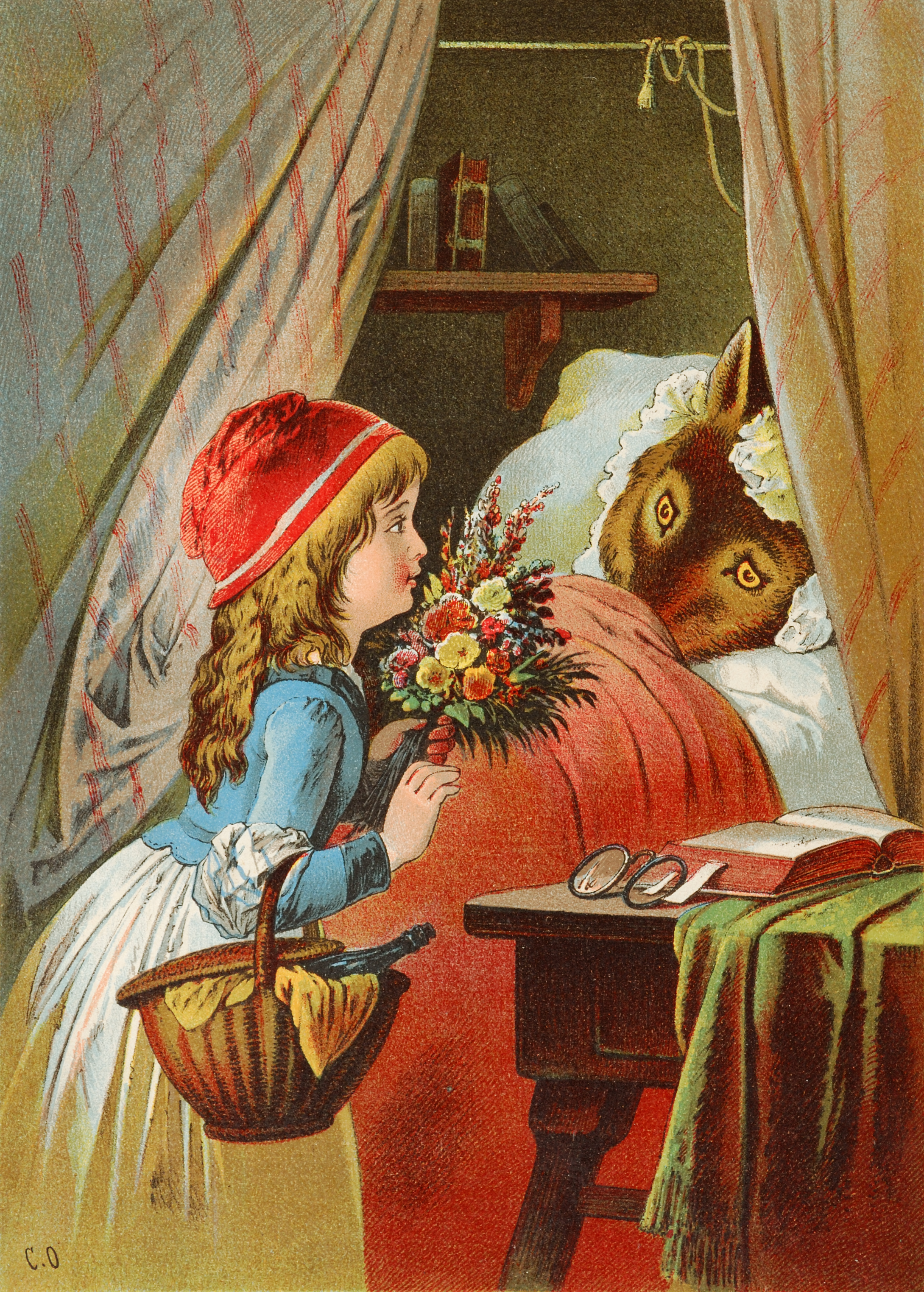
El Lobo Feroz disfrazado engaña a Caperucita, ilustración del alemán Carl Offterdinger de finales del siglo XIX.
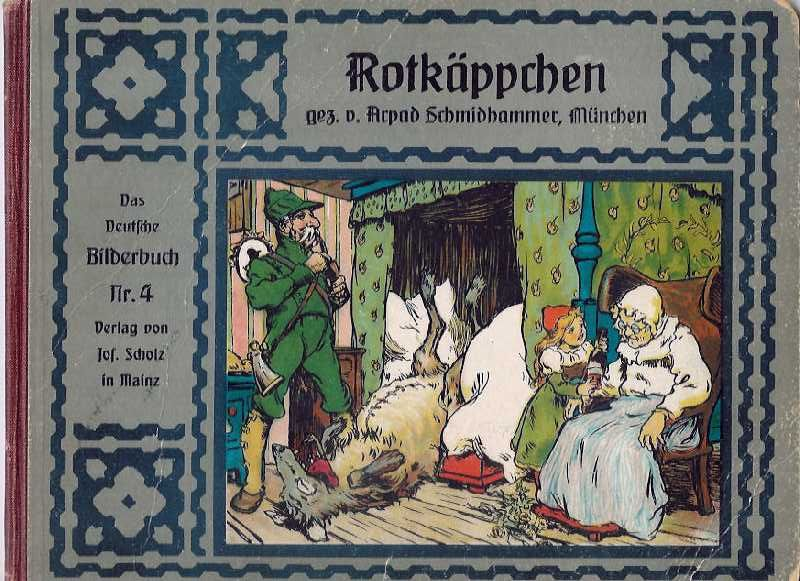
Portada de una edición de Caperucita, ilustrada por Arpad Schmidhammer en 1910.

### Otras versiones y usos

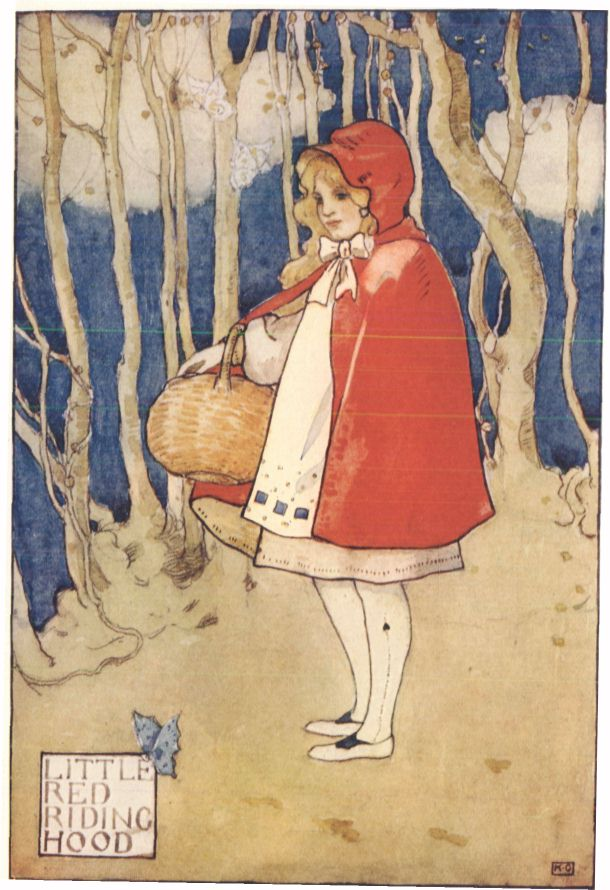
Ilustración para la edición de 1927 de Childhood's Favorites and Fairy Stories, con un final feliz en que el lobo no se come ni a la abuela ni a Caperucita.
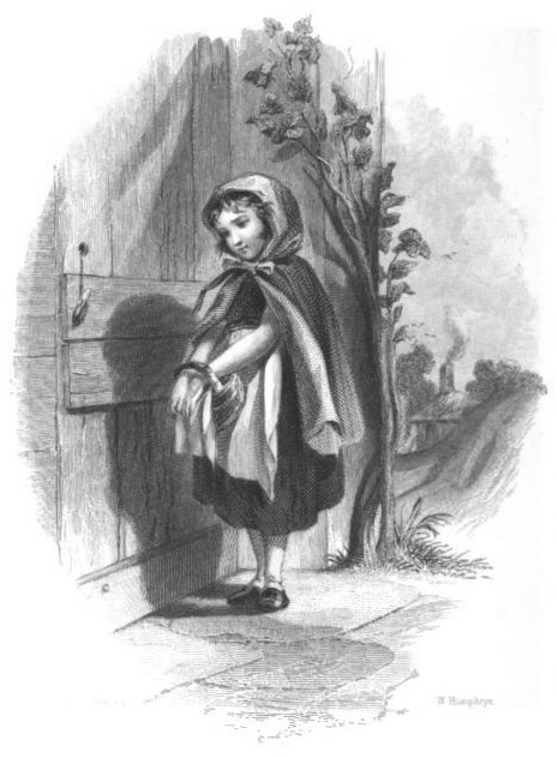
Grabado del estadounidense F. O. C. Darley para el libro Poemas de Frances Sargent Osgood en 1850.
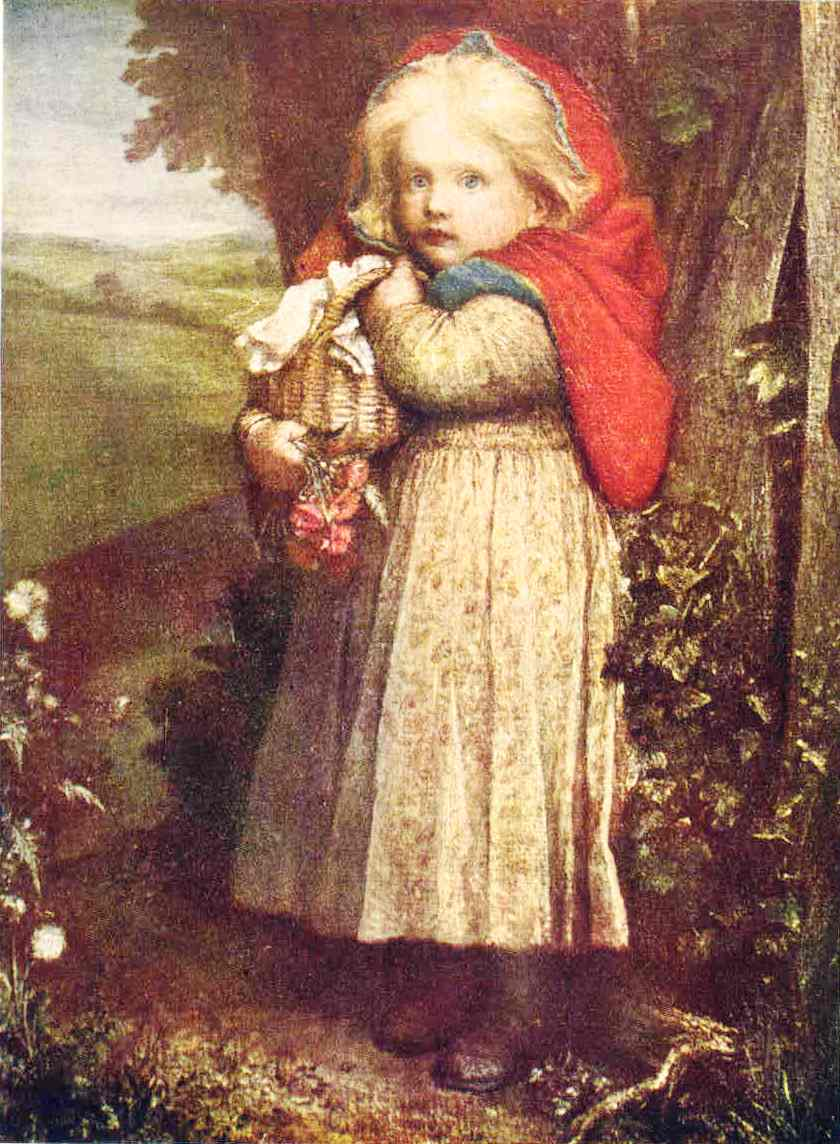
Pintura de George Frederic Watts (Museo y Galería de Arte de Birmingham), utilizada en el libro para el aprendizaje de pintura The Book of Art for Young People en 1909.

### Pinturas y tallas

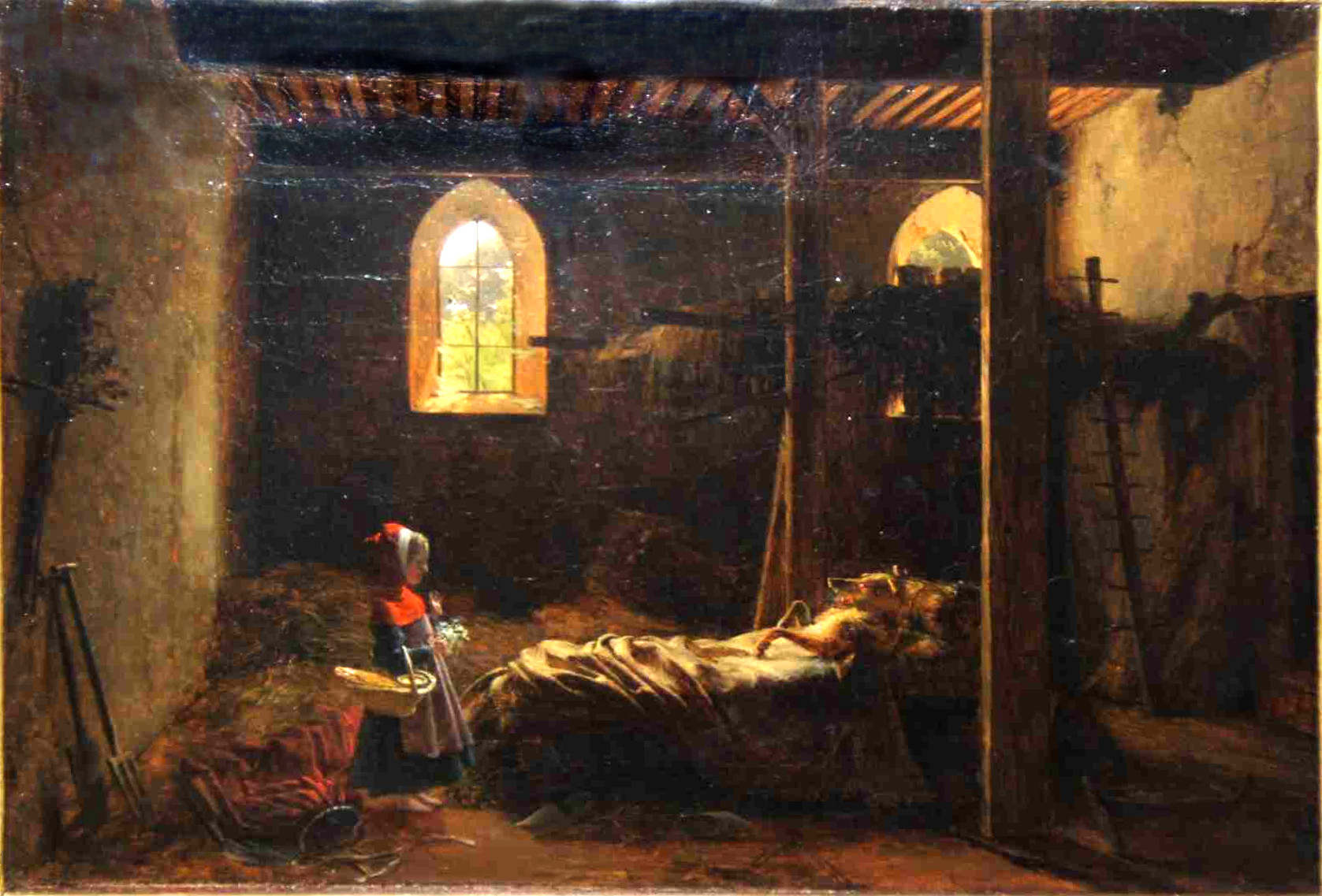
Pintura realizada por Fleury-Richard de la Escuela de Lyon, hacia 1820. Museo del Louvre.
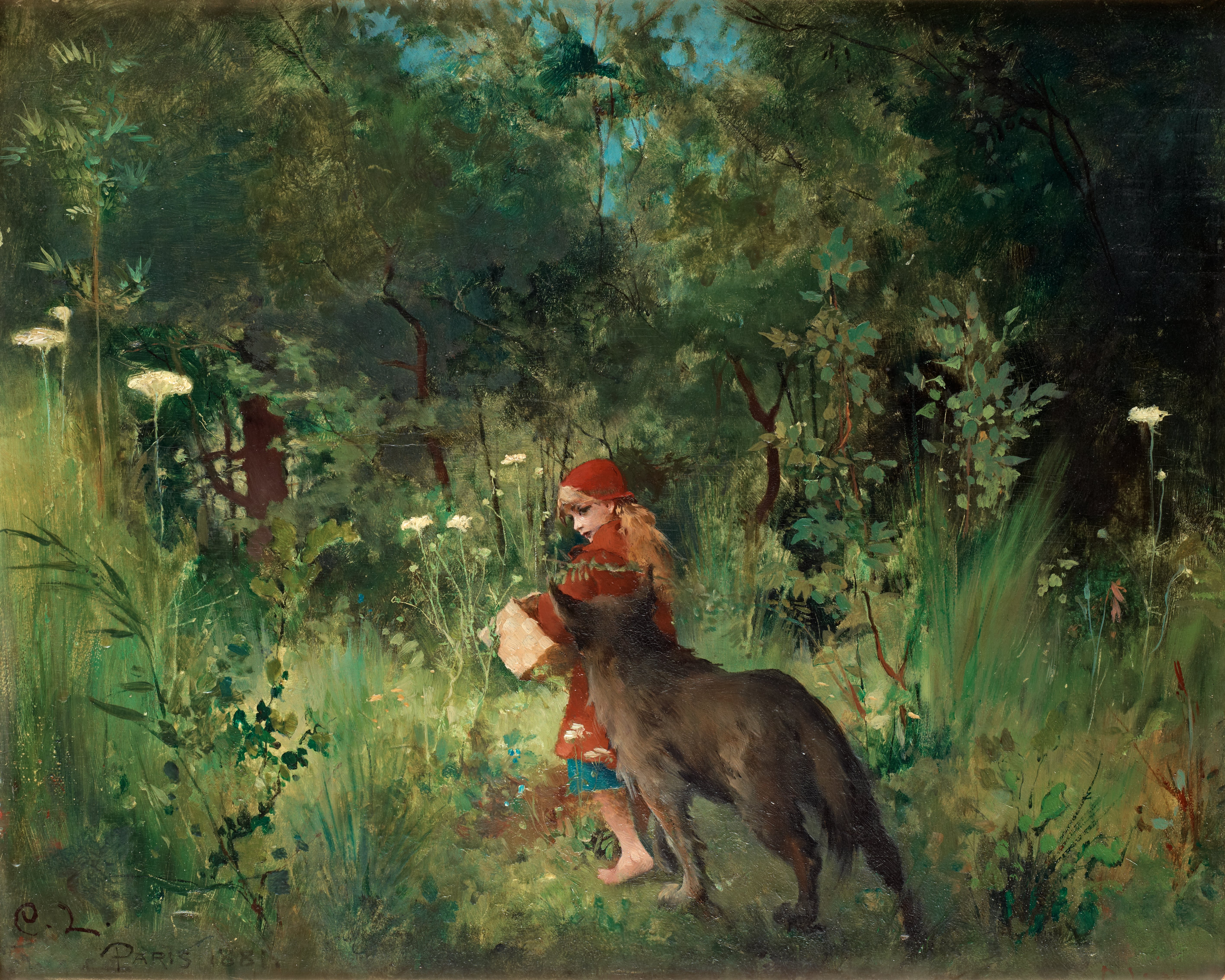
Óleo de Carl Larsson pintado en 1881.
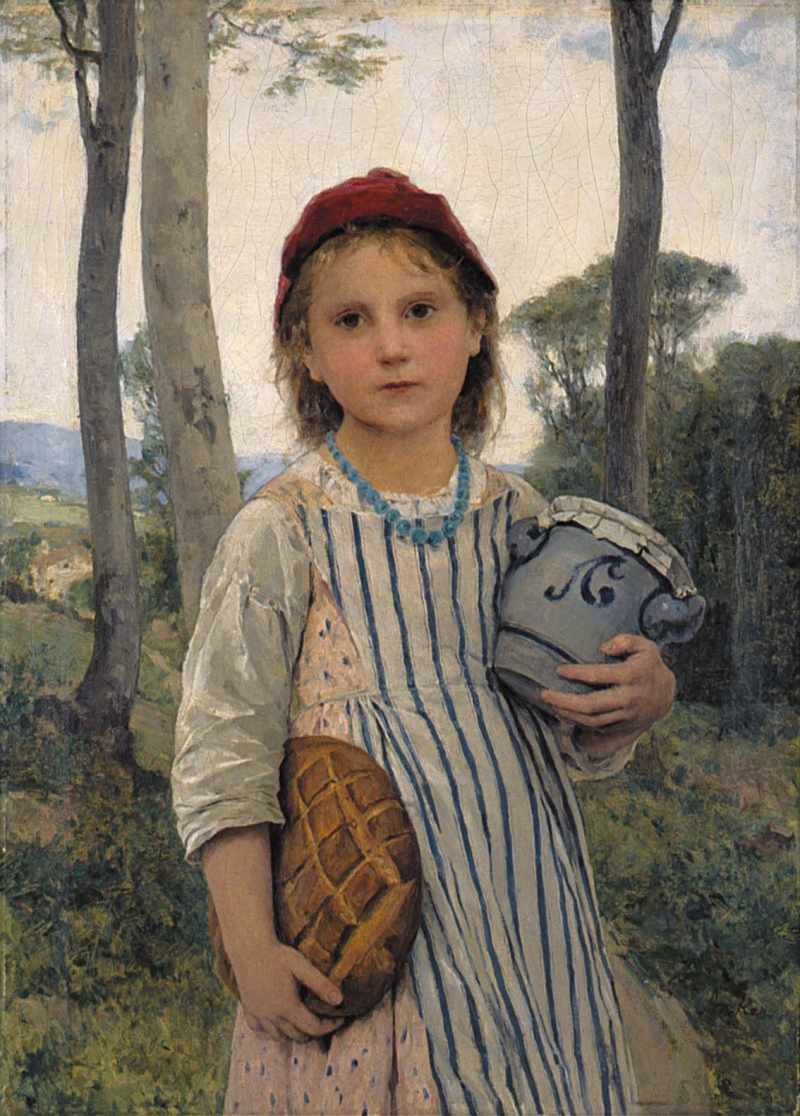
Óleo del suizo Albert Anker[50] de 1883.
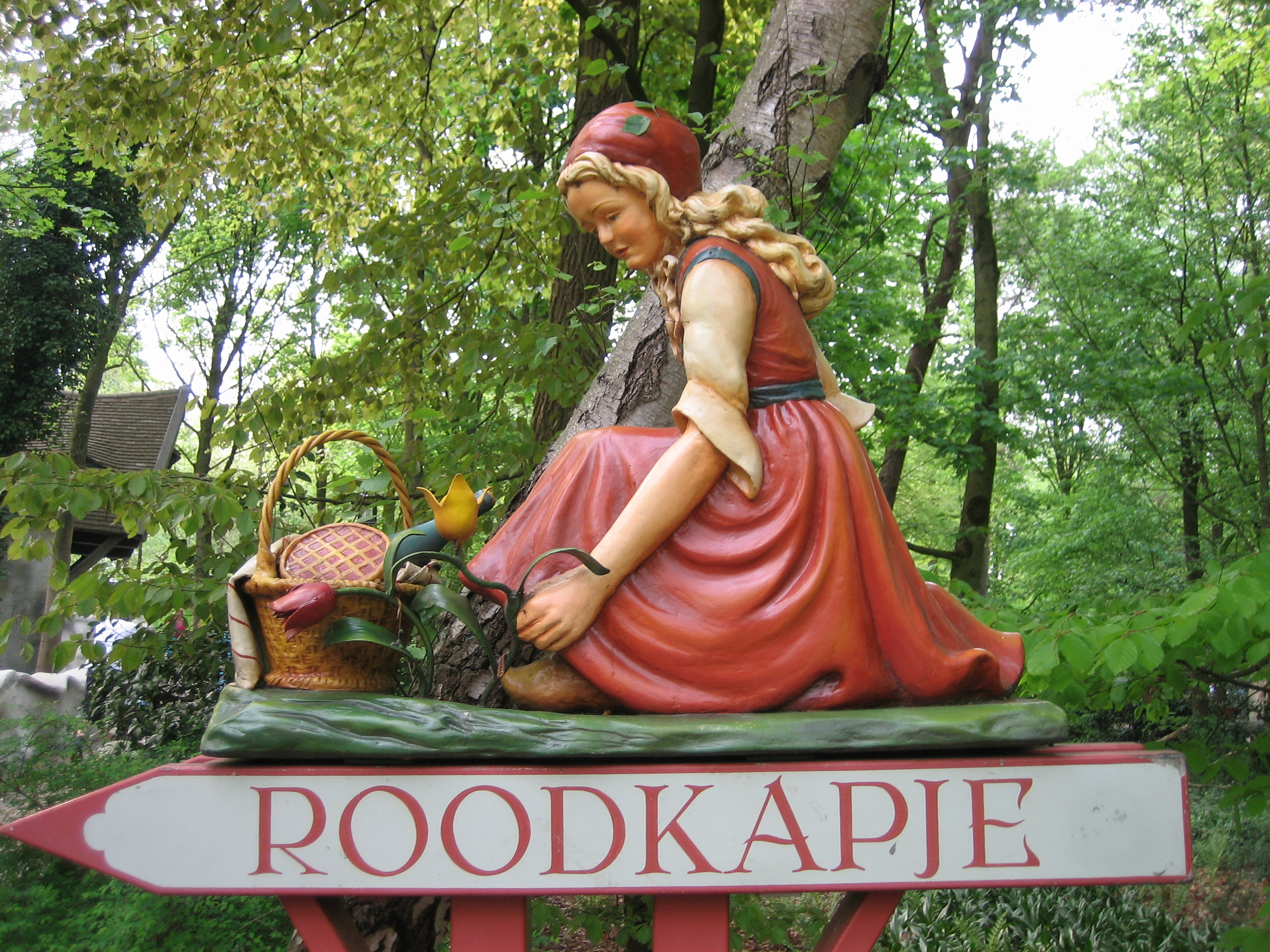
Caperucita recogiendo flores, parque temático Efteling (Países Bajos).
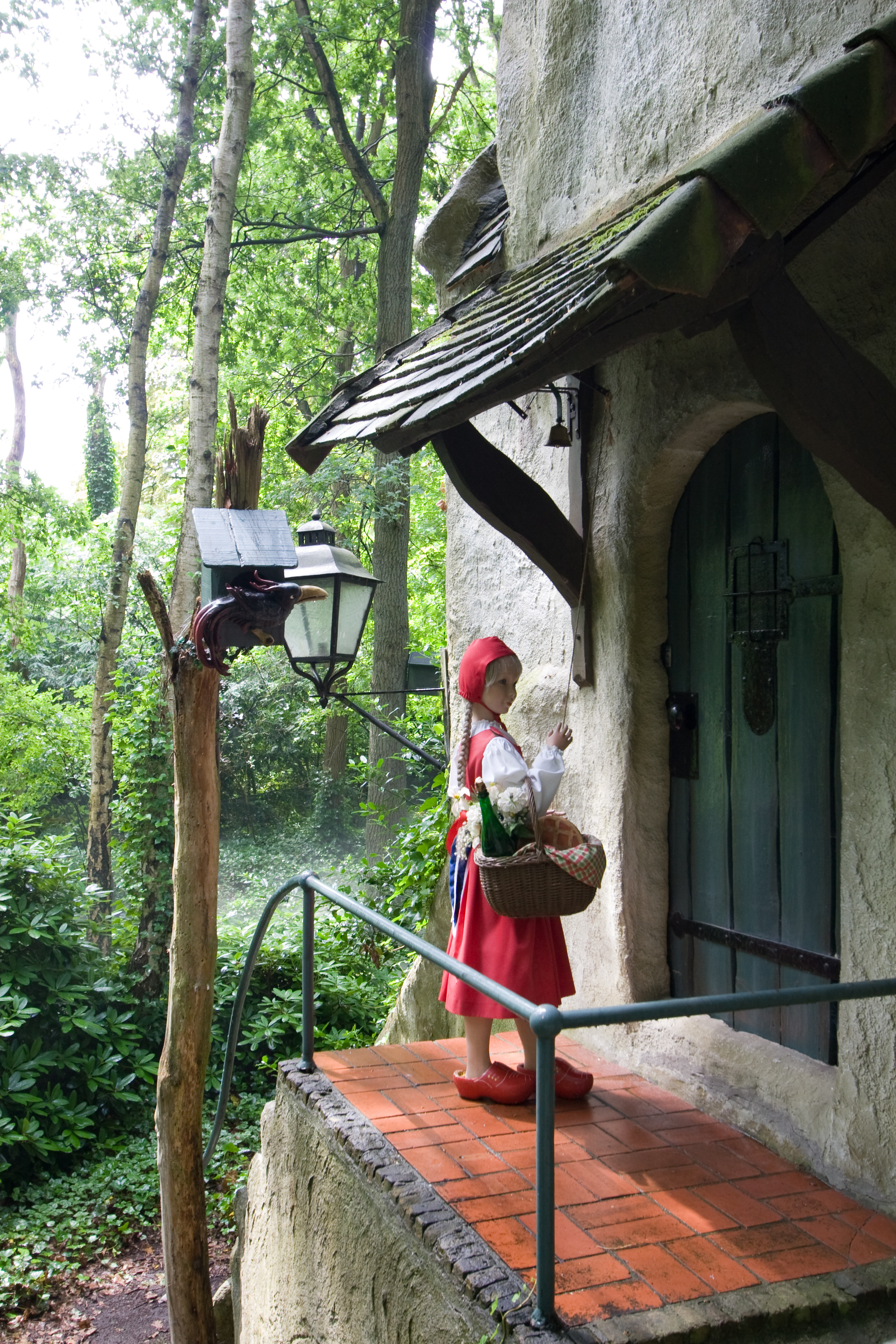
Caperucita en la puerta de la casa de su abuela, Efteling.
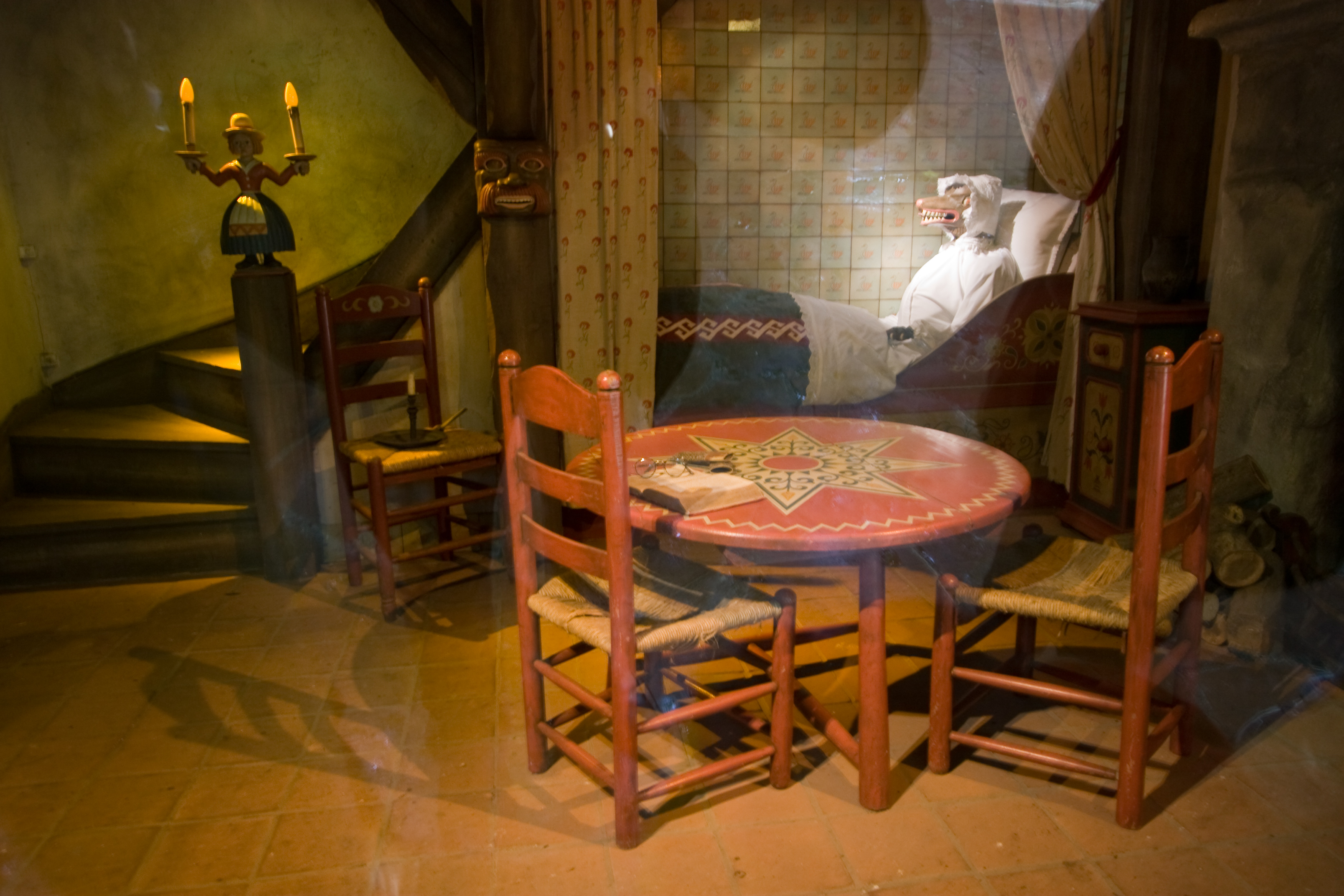
El Lobo Feroz disfrazado espera a Caperucita, Efteling.